# Hans Fleischhacker (Anthropologe)
Hans Fleischhacker (* 10. März 1912 in Töttleben; † 30. Januar 1992 in Frankfurt am Main) war ein deutscher Anthropologe und SS-Obersturmführer. Er wurde wegen seiner Schädelvermessungen an KZ-Insassen im Zweiten Weltkrieg angeklagt, jedoch 1971 von der Anklage freigesprochen und war weiterhin als Wissenschaftler an der Universität Frankfurt am Main tätig.

## Leben

### Bis 1945
Nach seinem Studium in Jena von 1931 bis 1933 und seinem Eintritt in die dortige Burschenschaft Germania promovierte Fleischhacker 1935 in München und war danach Assistent von Theodor Mollison. Ab 1937 arbeitete er als Assistent am Rassenbiologischen Institut an der Universität Tübingen, wo er sich 1943 im Fach Anthropologie über Das Hautleistensystem auf Fingerbeeren und Handflächen bei Menschen mit einer Auswertung von Handabdrücken von 309 Juden aus Litzmannstadt (Lodz) habilitierte und glaubte, „rassische Sonderstellungen“ bewiesen zu haben. 1937 trat er der SS (SS-Nummer 307.399), zum 1. Februar 1940 der NSDAP (Mitgliedsnummer 7.501.920) und der Waffen-SS bei. Ein Jahr später wurde er SS-Führer im SS-Rasse- und Siedlungshauptamt und Eignungsprüfer bei der Eindeutschung von Polen; als solcher war er hauptsächlich im okkupierten Litzmannstadt (Lodz) eingesetzt, wo er zeitweise die Außenstelle des SS-Rasse- und Siedlungshauptamtes leitete. Am 10. Juni 1943 reiste er nach Berlin und einen Tag später ins KZ Auschwitz-Birkenau, wo er zusammen mit Bruno Beger Lagerinsassen für ein Museumsprojekt der SS vermessen sollte. Von ihnen ausgewählte Personen wurden ins KZ Natzweiler-Struthof (Elsass) deportiert und im August 1943 ermordet. Die Leichen wurden von SS-Männern in das von August Hirt geleitete Anatomische Institut der Reichsuniversität Straßburg im okkupierten Elsass gebracht, im Institutskeller konserviert und dort in Leichenbecken aufbewahrt.

### Ab 1945
Am 25. Oktober 1945 wurde Fleischhacker durch die französische Militärregierung „mit sofortiger Wirkung“ aus dem Dienst der Universität Tübingen entlassen und fand eine Anstellung beim Innenministerium für Württemberg-Hohenzollern. 1948 wurde er in einem Spruchkammerverfahren als Mitläufer eingestuft. Ab 1950 arbeitete er als Sachverständiger für Vaterschaftsgutachten der Deutschen Gesellschaft für Anthropologie und als Assistent am Institut für Vererbungswissenschaft der Universität Frankfurt am Main. Von Januar 1960 bis Oktober 1961 war Fleischhacker erneut als Assistent am Anthropologischen Institut der Universität Tübingen tätig. Danach war er als wissenschaftlicher Assistent am Anthropologischen Institut der Universität Frankfurt am Main beschäftigt.

### Prozess und Freispruch 1971, weitere Hochschultätigkeit
Für seine Mitwirkung bei den Vermessungen von 86 jüdischen Frauen und Männern 1943 in Auschwitz ermittelte die Staatsanwaltschaft unter Leitung von Fritz Bauer seit 1961 gegen Fleischhacker. Gemeinsam mit dem ehemaligen SS-Hauptsturmführer Bruno Beger und SS-Obersturmführer Wolf-Dietrich Wolff, Referent des SS-Standartenführers Wolfram Sievers, wurde er beschuldigt, das „Äußerste, dessen deutsche Ärzte fähig waren“, getan zu haben: Im KZ Auschwitz hätten sie Häftlinge ausgewählt, die ins elsässische KZ Natzweiler verbracht und dort getötet wurden, um für ein Museumsprojekt vom SS-Ahnenerbe präpariert werden. Die Anklageschrift konnte erst 1968 abgeschlossen werden. Im Oktober 1969 wurde vom Landgericht Frankfurt die Klage zugelassen. Im Oktober 1970 begann der sogenannte Skelettsammler-Prozess; das Verfahren gegen Beger wurde abgetrennt. Vor dem Landgericht Frankfurt behauptete Fleischhacker, dass er von den Folgen seiner anthropologischen Messungen in Auschwitz nichts gewusst habe. Anders als Beger konnte er die Richter überzeugen, dass er davon ausging, dass ihre Messungen lediglich dazu dienten, wissenschaftliche Methoden untereinander abzugleichen, da man aus unterschiedlichen Schulen stammte und im „Sonderkommando K“ ein gemeinsamer anthropologischer Einsatz geplant war. Am 5. März 1971 wurde Fleischhacker vom Landgericht Frankfurt freigesprochen.
Seit Mai 1968, als die Klage erhoben wurde, war Fleischhacker aufgrund eines Hinweises von Bauer von seiner Frankfurter Tätigkeit als Privatdozent suspendiert. Nach dem Freispruch wurde er an der Universität Frankfurt in alle früheren Rechte wieder eingesetzt; zusätzlich wurde er durch den hessischen Kulturminister nach einem hessischen Überleitungsgesetz aus dem Jahre 1970 zum außerordentlichen Professor ernannt. Dagegen kam es zu Protesten des Fachbereichs: „Man kann doch zum Mißbrauch einer biologischen Wissenschaft in so ungeheuerlicher Weise nicht schweigen,“ meinte der damalige Dekan, der Humangenetiker Volkmar Lange. Da Fleischhackers Veranstaltungen von der Studentenschaft 1972 boykottiert wurden, richtete der Fachbereich Parallelveranstaltungen ein, so dass die Studierenden nicht bei ihm hören mussten. 1977 trat er in den Ruhestand. Das Kapitel Anthropologie der Bewohner Afrikas in dem von seinem Kollegen Hermann Baumann herausgegebenen deutschsprachigen Standardwerk Die Völker Afrikas und ihre traditionellen Kulturen stammt von ihm.

## Wirkung
In einer Ausstellung des Museums der Universität Tübingen MUT im Schloss Hohentübingen mit dem Titel „In Fleischhackers Händen. Tübinger „Rassenforscher“ in Łódź 1940–1942“ wurden 2015 zur verbrecherischen Forschung von Hans Fleischhacker erstmals Dokumente publik gemacht, die man schon 1989 aus Anlass einer Ringvorlesung zum Thema Uni und Nationalsozialismus in der Sammlung des Instituts hätte auffinden können.